# Nippfelkelés
A Nippfelkelés (eredeti cím: Knick Knack) egy számítógép-animációs Pixar-rövidfilm. Két változata létezik: az eredeti, 1989-es és a valamivel enyhébb, moziban bemutatott (a Némó nyomában előtt), ami az említett film DVD-kiadásán is megtalálható. A második verzióban szolidabban néznek ki a női szereplők és 5.1-es újrakevert hanggal rendelkezik, melyet Gary Rydstrom készített. Az 1989-es változat sztereoszkópikus (3D-s) filmként készült, de ilyen módon csak néhányszor vetítették.
A rendezője John Lasseter.

## Történet
Egy hóembert fogva tart hógömbje, ám ő el akar jutni a könyvespolc másik végén lévő "Sunny Miami" dísztárgyra. Különböző módszerekkel próbál kijutni, s amikor végre sikerül kitörnie az üvegből, vakációjának hamar vége szakad.
Az eredeti zene szerzője Bobby McFerrin, a hangeffektek David Slusser munkái.

## Érdekességek
- A hóember hógömbjével együtt egy pillanatra látható a Verdákban, amikor Villám McQueen Kipufogó-fürdő ritkaság-boltját reklámozza.

## Külső hivatkozások
- Hivatalos oldal
- Nippfelkelés az Internet Movie Database-ben (angolul)
- Nippfelkelés a Rotten Tomatoeson (angolul)
- Nippfelkelés a Box Office Mojón (angolul)
- Nippfelkelés a tematikus Pixar wikiben (angolul)
- Nippfelkelés a tematikus Disney wikiben (angolul)